# Стратегический материал
Стратегический материал — любой вид сырья, который важен для реализации стратегического плана и управления цепями поставок организации. Отсутствие поставок стратегических материалов может нарушить производство организацией или государством продукции, которая нуждается в этих материалах.
В сфере национальной безопасности стратегические материалы, как правило, — это сырьё, которое имеет особое значение для правительства или нации, в частности, во время войны. Онo приобретает стратегическое значение из-за необходимости достижения экономических или военных целей. Некоторые материалы относительно простые, но необходимые в больших количествах во время войны (как, например, железо). Другие же могут быть редкими или требующими сложной обработки (редкоземельные металлы, искусственные алмазы). Хотя они не нужны в больших количествах, их незаменимость и критическая необходимость делает их особенно ценными. Продукты питания, как правило, не классифицируются как стратегические материалы: несмотря на жизненно важное значение, они рассматриваются отдельно.
Методы замены стратегических материалов эрзацами заменителями во время войн стали очень важными. Они также включают методы минимизации потребления и рециркуляцию таких материалов.
Кроме того, в зависимости от стратегических материалов, война может вестись с конкретной целью получения доступа к ним. Японская экспансия во Второй мировой войне была нацелена на захват территорий, где выращивались каучуковые культуры. Конфликт между Германией и Францией неоднократно концентрировался на объектах добычи железа в их пограничном регионе.